# Ernő Solymosi
Dans le nom hongrois Solymosi Ernő, le nom de famille précède le prénom, mais cet article utilise l’ordre habituel en français Ernő Solymosi, où le prénom précède le nom.
Ernő Solymosi, né le 21 juin 1940 à Miskolc en Hongrie et mort le 19 février 2011, est un footballeur international hongrois, qui évoluait au poste de milieu de terrain.

## Biographie

### Carrière en sélection
Avec l'équipe de Hongrie, il joue 38 matchs (pour 7 buts inscrits) entre 1960 et 1968. 
Il reçoit sa première sélection le 13 novembre 1960 contre la Pologne et sa dernière le 11 mai 1968 face à l'Union soviétique.
Il figure dans le groupe des sélectionnés lors de la Coupe du monde de 1962. Il joue quatre matchs lors du mondial : contre l'Angleterre, la Bulgarie, l'Argentine et enfin la Tchécoslovaquie. Il est l'auteur d'un but face aux Bulgares.
Il participe également à l'Euro de 1964, ainsi qu'aux Jeux olympiques de 1960. Il joue trois matchs lors du tournoi olympique.

## Palmarès
| Újpest FC \| - Championnat de Hongrie (3) : - Champion : 1969, 1970 et 1970-71. - Vice-champion : 1961-62, 1967 et 1968. - Coupe de Hongrie (2) : - Vainqueur : 1969 et 1970. \| \| - Coupe des villes de foires : - Finaliste : 1968-69. - Coupe Mitropa : - Finaliste : 1966-67. \| |  | Hongrie - Jeux olympiques : - Bronze : 1960.                                                   |
| - Championnat de Hongrie (3) : - Champion : 1969, 1970 et 1970-71. - Vice-champion : 1961-62, 1967 et 1968. - Coupe de Hongrie (2) : - Vainqueur : 1969 et 1970. |  | - Coupe des villes de foires : - Finaliste : 1968-69. - Coupe Mitropa : - Finaliste : 1966-67. |